# Gbali
Gbali est un village du Cameroun situé dans le département de la Kadey et la région de l'Est. Il fait partie de la commune de Ouli.

## Population
En 1965, le village comptait 52 habitants, principalement des Baya.
Lors du recensement de 2005, on y dénombrait 52 personnes dont 28 de sexe masculin et 24 de sexe féminin.